# Großer Ödstein
Der Große Ödstein ist ein Berg mit einer Höhe von 2335 m ü. A. im Gesäuse, Ennstaler Alpen. Mit seiner markanten Nordwestkante bildet er mit dem gegenüber liegenden Großen Buchstein den Eingang in das Engtal des Gesäuses, wo unmittelbar nordwestlich die Rotte Gesäuse-Eingang liegt, die Teil der Gemeinde Admont ist.
Der Große Ödstein ist der südwestliche Eckpfeiler des langen, von der Planspitze über das Hochtor zum Ödstein ziehenden Grates.

## Erstbesteigung
Obwohl der Große Ödstein bereits um 1850 vom Johnsbacher Jäger Fehringer, genannt „Festl“, über den Kirchengrat erstiegen wurde, genoss er noch länger den „Ruf der Unnahbarkeit“, ehe am 12. Juni 1877 dem Ramsauer Führer Johann Grill, genannt Kederbacher, und Josef Pöschl die erste touristische Besteigung des Ödsteins über den Kirchengrat gelang. Mit der ersten führerlosen Besteigung am 6. Juni 1881, der insgesamt dritten, trug sich auch der große Gesäusepionier Heinrich Heß gemeinsam mit A. Heinzel und G. Kreuzer in die Begehungsgeschichte ein. Die erste Winterbegehung und vierte Begehung des Kirchengrats gelang der Seilschaft Emil Zsigmondy und Carl Diener am 3. April 1882.
Die Nordwestkante wurde am 25. August 1910 von den Südtiroler Führern Angelo Dibona und Luigi Rizzi und den beiden Brüdern Guido und Max Mayer aus Wien erstmals bezwungen. Schließlich gelang am 8. Juni 1928 Hubert Peterka und Franz Schaffler im ersten Anlauf die Ersteigung der plattigen Nordwand in klassischer Kletterei.

## Routen
- Kirchengrat: Normalanstieg, Schwierigkeitsgrad II und I, 850 Höhenmeter, ab Johnsbach beachtliche 1600 Höhenmeter.
- Nordwestkante (auch Ödsteinkante): V und IV+ (zwei Seillängen), sonst III, 805 Höhenmeter.
- Direkte Nordwand: V (Stellen), IV, 675 Höhenmeter.
- Die Überschreitung des gesamten Grates vom Großen Ödstein zum Hochtor über Teufelsturm, Festkogel, Festkogelturm, Haindlkarwand, erstmals begangen durch Emil Zsigmondy, O. Fischer und L. Friedmann am 3. Juni 1884, stellt eine der großzügigen Fahrten im Gesäuse im unteren Schwierigkeitsgrad dar ( 2 Stellen III-, III+ bei Überschreitung des Teufelsturms, II und I). Durch den langen Zustieg über den Kirchengrat und den Abstieg zur Hesshütte stellt die Tour hohe Anforderungen an die Kondition der Begeher. Die Überschreitung kann auch in umgekehrter Richtung begangen werden.

## Geologie
Der Gipfel des Großen Ödsteins wird aus Dachsteinkalk gebildet, nördlich und östlich des Gipfels reicht auch Hauptdolomit hoch empor, darunter folgen Dachsteindolomit und Raibler Schichten. Die Basis des Bergzuges vor allem westseitig zum Johnsbachtal hinunter wird von Wettersteindolomit gebildet, der noch Relikte von Wettersteinkalk enthält.

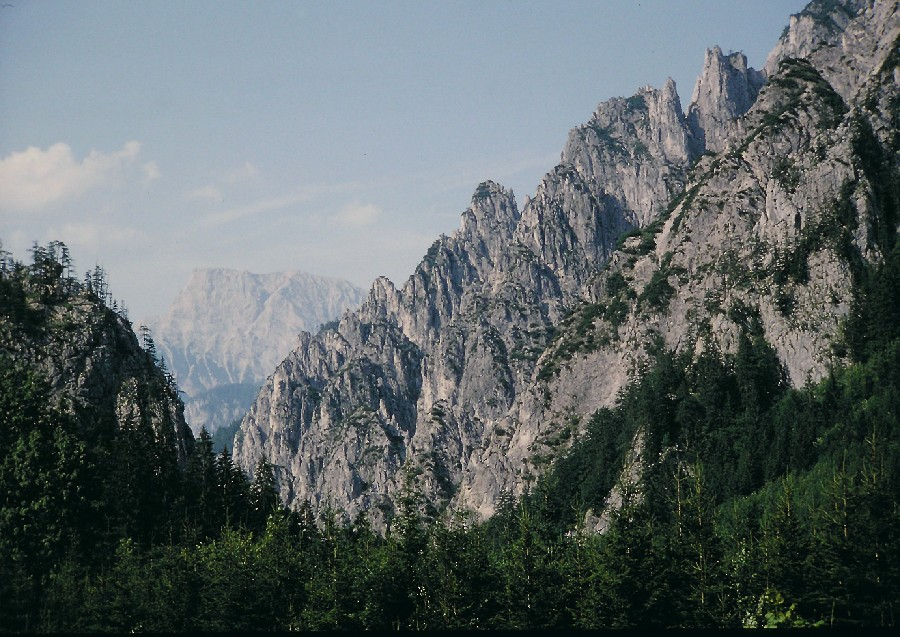
Kirchengrat
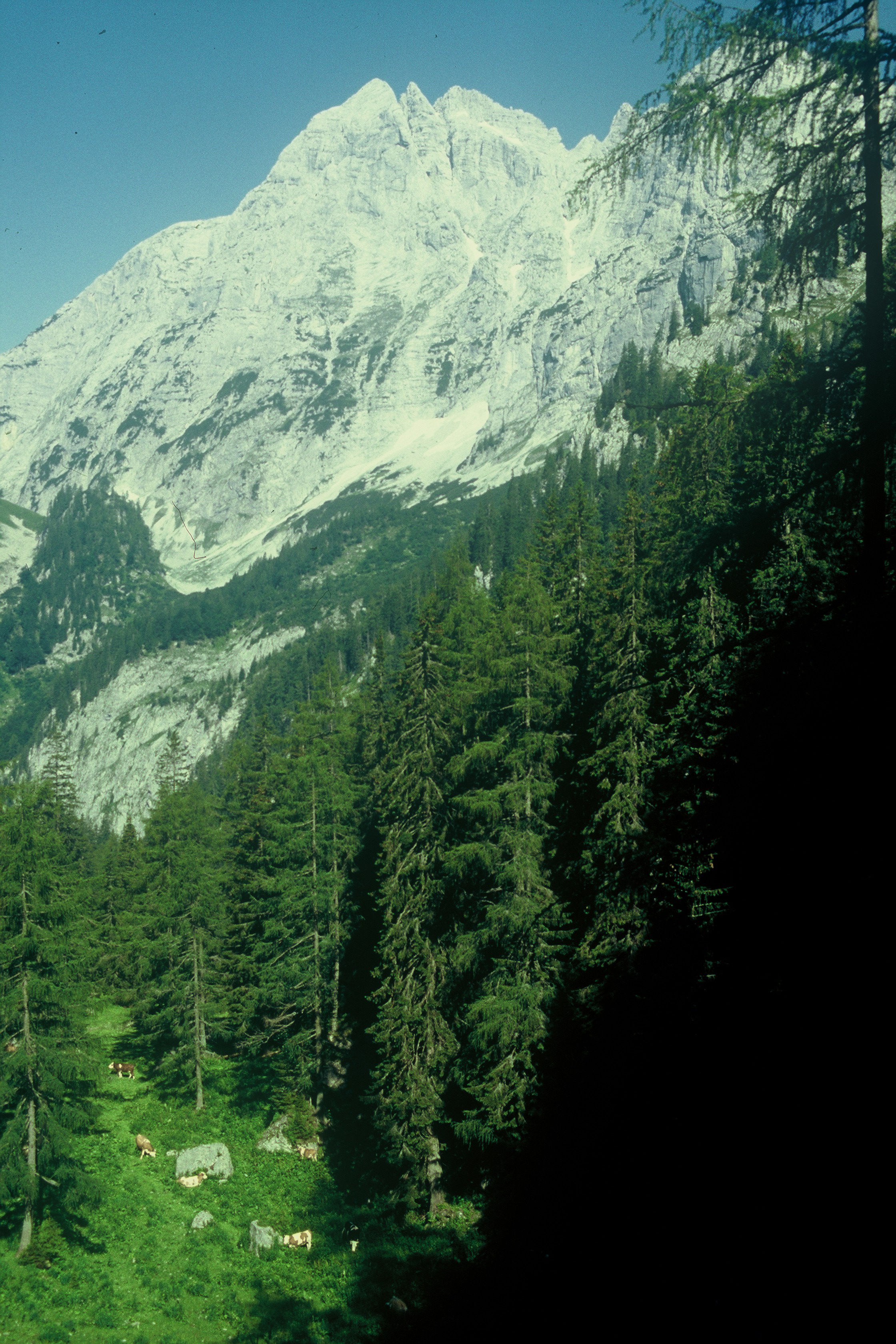
Der Große Ödstein von Osten von der Unteren Koderalm